# Dunedinia opaca
Dunedinia opaca là một loài nhện trong họ Linyphiidae.
Loài này thuộc chi Dunedinia. Dunedinia opaca được Alfred Frank Millidge miêu tả năm 1993.